# Liolaemus zapallarensis
Espèce
Synonymes
- Liolaemus nigromaculatus zapallarensis Müller & Hellmich, 1933
- Liolaemus nigromaculatus ater Müller & Hellmich, 1933
- Liolaemus ater Müller & Hellmich, 1933
- Liolaemus nigromaculatus sieversi Donoso-Barros, 1954
- Liolaemus sieversi Donoso-Barros, 1954

Statut de conservation UICN

 LC  : Préoccupation mineure
Liolaemus zapallarensis est une espèce de sauriens de la famille des Liolaemidae.

## Répartition et habitat
Cette espèce est endémique du Chili. On la trouve du niveau de la mer jusqu'à 800 m d'altitude. Elle vit dans les habitats broussailleux avec un sol sableux et rocheux.

## Description
C'est un saurien ovipare.

## Liste des sous-espèces
Selon The Reptile Database (1 mars 2012) :
- Liolaemus zapallarensis ater Müller & Hellmich, 1933
- Liolaemus zapallarensis sieversi Donoso-Barros, 1954
- Liolaemus zapallarensis zapallarensis Müller & Hellmich, 1933

## Publications originales
- Donoso-Barros, 1954 : Consideraciones sobre la ecología de los reptiles del sur de Coquimbo, (Santiago). Zooitria, vol. 3, no 11, p. 3-5
- Müller & Hellmich, 1933 : Beiträge zur Kenntnis der Herpetofauna Chiles. VII. Der Rassenkreis der Liolaemus nigromaculatus. Zoologischer Anzeiger, vol. 103, p. 128-142.